# Hvad Havet gemmer
Hvad Havet gemmer er en dansk dokumentarfilm fra 1931 instrueret af Axel Gerfalk.

## Handling
Fra vikingetiden og frem har danskerne levet af det, de kunne fange og fiske op af havene omkring Danmark. Der er gennem tiderne blevet fisket på mange forskellige måder. Nu foregår næsten alt fiskeri med garn, som fremstilles på store fabrikker. Fiskerflåden i Esbjerg Havn. Med støtte fra den danske regering fisker danske skibe nu sild ved Island. Sortering af fladfisk i havn. Der fiskes rødspætter, sild, dybvandsrejer og andet. Der sættes navn på de forskellige fiskearter. På offentlige fiskeauktioner omsættes for omkring 10 mio. kroner årligt. Staten udsætter årligt tusinder af rødspætteyngel fra Vesterhavet til andre farvande. De fragtes på biler fra Esbjerg til Fredericia og sættes ud under kontrollerede forhold.